# Rogadius patriciae
Rogadius patriciae is een straalvinnige vissensoort uit de familie van platkopvissen (Platycephalidae). De wetenschappelijke naam van de soort is voor het eerst geldig gepubliceerd in 1987 door Knapp.